# Possum Head
Possum Head è un album di Lou Donaldson, pubblicato dalla Argo Records nel 1964. Il disco fu registrato il 28 gennaio del 1964 al United Recording Studio di Los Angeles, California.

## Tracce
Lato A
1. Possum Head – 3:14 (Lou Donaldson)
2. Secret Love – 5:40 (Paul Francis Webster, Sammy Fain)
3. Midnight Soul – 4:54 (Lou Donaldson)
4. Bye Bye Blackbird – 6:30 (Mort Dixon, Ray Henderson)

Lato B
1. Laura – 4:36 (David Raksin)
2. Persimmon Tree – 5:35 (Lou Donaldson)
3. Frenesi – 6:09 (Alberto Dominguez, Leonard Whitcup)
4. Man with a Horn – 5:02 (Bonnie Lake, Eddie De Lange)

## Musicisti
Lou Donaldson Sextet
- Lou Donaldson - sassofono alto
- Bill Hardman - tromba
- Big John Patton - organo
- Ray Crawford - chitarra
- Ben Dixon - batteria
- Cleopas Morris - percussioni